# Čchen Tu-siou
Čchen Tu-siou (陳獨秀 / 陈独秀; pchin-jin Chén Dúxiù; 8. října 1879 – 27. května 1942) byl čínský politik a spisovatel. 1. června 1921 společně s Li Ta-čaem založil v Šanghaji Komunistickou stranu Číny a stal se jejím prvním předsedou.

## Život
Tu-siou se narodil do bohaté úřednické rodiny jakožto nejmladší syn ze čtyř dětí. Jeho otec, který sloužil jako úředník ve vojenské kanceláři v Mandžukuu, však zemřel, když měl Tu-siou dva roky. Byl vychován svou matkou a dostalo se mu konfuciánského vzdělání, které ho učil jeho dědeček, bratr a několik soukromých lektorů. V roce 1896 složil své první úřednické zkoušky v Chuaj-ning, a o rok později druhé úřednické zkoušky v Nankingu. Jeho zkušenosti u zkoušek ho přesvědčily o neefektivnosti tradičního vzdělávacího a politického systému a inspirovaly ho stát se sociálním a politickým revolucionářem. V roce 1898 odešel na univerzitu Čchiou-š', která se nachází ve městě Chang-čou, studovat francouzštinu, angličtinu a stavbu lodí.
V roce 1902, Tu-siou prchl do Nankingu poté, co veřejně kritizoval politický režim dynastie Čching. Tentýž rok odjel studovat do Japonska, kde se seznámil se západní vědou a myšlením. V roce 1903 po svém návratu do Číny, pomohl svým přátelům založit noviny Národní deník (國民日日報), které byly úřady zakázány. V roce 1906 Tu-siou opět odešel do Japonska a ještě tentýž rok se vrátil do An-chuej, kde vyučoval na střední škole a založil si své vlastní periodikum. Během svého pobytu v Japonsku dostal možnost vstoupit do revoluční strany vedené Sunjatsenem. Nabídku odmítl přijmout kvůli nacionalismu, který byl jedním z principů strany. Po svém návratu do Číny v roce 1908 krátce navštívil Mandžukuo a poté byl zaměstnán jako učitel na základní škole v Čchang-čou.
Po pádu dynastie Čching v roce 1911 pracoval jako generální tajemník vojenského guvernéra v rodné provincii An-chuej. Poté, co Jüan Š'-kchaj uzurpoval moc v zemi, odešel Tu-siou roce 1913 na dva roky opět do Japonska, kde pomáhal editovat čínský liberální časopis Tygr (佳音), který po čínské vládě požadoval politické reformy. Po návratu v 1915 se usadil v Šanghaji a založil časopis Nové mládí (新青年), který se rychle stal nejvýznamnějším časopisem v Číně. Tu-Siou spolu s dalšími významnými spisovateli jako Chu Š', Lu Sün a Li Ta-čao na stránkách časopisu kritizovali tradiční čínskou společnost, zejména konfucianismus, a šířili západní filozofii, mezi jinými myšlenky demokracie, lidských práv a individualismu. Dále naváděli čínskou mládež k intelektuální, literární a kulturní revoluci, která by celý národ omladila.
V roce 1917 byl Tu-siou jmenován děkanem Pekingské univerzity, kde se roku 1919 seznámil se skupinou marxistů vedenou Li Ta-čaem. Společně vydali zvláštní číslo Nového mládí celé věnované marxismu. V témže roce se Čchen Tu-siou zapojil do hnutí čtvrtého května a po jeho potlačení byl nucen rezignovat na pozici děkana a byl na tři měsíce, od června do září, umístěn do vazby. Krátce po propuštění se rozhodl odjet do Šanghaje.

## Komunistická strana
V roce 1920 vyslal Lenin do Číny agenty Kominterny, kteří měli za úkol kontaktovat Li Ta-čaa a Čchen Tu-sioua, považované za čínské odborníky na marxismus. S finanční podporou Kominterny založili 1. června 1921 Komunistickou stranu Číny a Čchen Tu-siou byl zvolen prvním předsedou. V roce 1922 na příkaz Kominterny vytvořil alianci s nacionalistickou stranou Kuomintang, vedenou Sunjatsenem. Aliance pokračovala i po Sunjatsenově smrti, když Kuomintang ovládl Čankajšek.
Mao Ce-tung, významný člen KS Číny, vydal roku 1926 spis Analýza tříd v čínské společnosti. Maova vize toho, jak má komunistická strana pracovat, se lišila od Čchenovy představy. Mao považoval za základnu strany rolníky, ale Čchen se podle západního vzoru opíral o dělníky. Mao Ce-tung měl výraznou podporu v sovětském vůdci Stalinovi a s jeho pomocí se mu podařilo roku 1927 obvinit Čchen Tu-sioua z trockismu. Kominterna ho mimo to obvinila i z neúspěšné spolupráce s Kuomintangem, poté co se spojenectví v roce 1927 rozpadlo. Následkem těchto obvinění byl v listopadu 1929 ze strany vyloučen. Několik let se s podporou čínských trockistů a dalších komunistických disidentů pokoušel znovu získat ve straně vliv, ale neuspěl.
Tu-siou pak pracoval v Šanghaji jako spisovatel. V letech 1932 až 1937 byl vězněn nacionalisty v Nankingu, po napadení země Japonci ho však propustili. Během posledních let svého života tvrdě odsuzoval diktaturu Stalina a prosazoval demokratické hodnoty, jako jsou nezávislé soudnictví, existence opozičních stran, svoboda tisku a voleb.
Zemřel v ústraní roce 1942. Po založení Čínské lidové republiky se stal vzorovým renegátem a byl uváděn jako příklad těch, kteří se odvrátili od stranické ortodoxie a měly by být převychováni.